# Gwen Verdon
Gwyneth Evelyn “Gwen” Verdon (Culver City, 13 gennaio 1925 – Woodstock, 18 ottobre 2000) è stata un'attrice, cantante e ballerina statunitense, attiva in campo teatrale, televisivo e cinematografico.

## Biografia
Gwen Verdon è nota per le sue interpretazioni in numerosi musical a Broadway, che le hanno valso sei candidature al Tony Award e quattro vittorie, tra cui: Show Boat (1949), Can-Can (1954), Damn Yankees (1956), New Girl in Town (1958), Redhead (1959), Sweet Charity (1966) e Chicago (1976).
È stata molto attiva anche in campo cinematografico ed è nota per film quali Damn Yankees! (1958), Alice (1990) e La stanza di Marvin (1996), per cui è stata candidata al Screen Actors Guild Award per la migliore attrice non protagonista. In ambito televisivo è apparsa in M*A*S*H, Walker Texas Ranger, Saranno famosi e Il tocco di un angelo.
Gwen Verdon è stata sposata due volte: la prima nel 1942 con James Henaghan (da cui divorziò nel 1947) e la seconda con il coreografo Bob Fosse (dal 1960 fino alla morte di lui, avvenuta nel 1987). Dal secondo matrimonio ha avuto una figlia, Nicole Fosse.

## Filmografia parziale

### Cinema
- Damn Yankees!, regia di George Abbott, Stanley Donen (1958)
- Cotton Club (The Cotton Club), regia di Francis Ford Coppola (1984)
- Cocoon - L'energia dell'universo (Cocoon), regia di Ron Howard (1985)
- Nadine - Un amore a prova di proiettile (Nadine), regia di Robert Benton (1987)
- Cocoon - Il ritorno (Cocoon: The Return), regia di Daniel Petrie (1988)
- Alice, regia di Woody Allen (1990)
- La stanza di Marvin (Marvin's Room), regia di Jerry Zaks (1996)

### Televisione
- M*A*S*H – serie TV, episodio 10x01 (1981)
- Saranno famosi (Fame) – serie TV, episodio 1x10 (1982)
- La piccola grande Nell (Gimme a Break!) – serie TV, episodio 3x21 (1984)
- Trapper John (Trapper John, M.D.) – serie TV, episodio 6x21 (1985)
- Magnum P.I. – serie TV, 5 episodi (1985-1988)
- Webster – serie TV, 3 episodi (1986-1988)
- Il tocco di un angelo (Touched by an Angel) – serie TV, episodio 3x25 (1997)
- Walker Texas Ranger (Walker, Texas Ranger) – serie TV, episodi 6x05-7x20 (1997-1999)

## Teatrografia parziale
- The Red Mill, Los Angeles Civic Light Opera (1940)
- Show Boat, Los Angeles Civic Light Opera (1940)
- Bonanza Bound, Shubert Theatre di Filadelfia (1947)
- Alive and Kicking, Winter Garden Theatre di Broadway (1950)
- Can-Can, Shubert Theatre di Broadway (1953)
- Damn Yankees, 46th Street Theatre di Broadway (1956)
- The New Girl in Town, 46th Street Theatre di Broadway (1957)
- Redhead, 46th Street Theatre di Broadway (1959)
- Redhead, tour statunitense (1960)
- Sweet Charity, Palace Theatre di Broadway (1966)
- Chicago, 46th Street Theatre di Broadway (1975-1977)
- Chicago, tour statunitense (1978)

## Riconoscimenti
- BAFTA
  - 1959 – Candidatura per la miglior esordiente per Damn Yankees!
- Grammy Award
  - 1960 – Miglior album di un musical teatrale per Redhead
- Outer Critics Circle Award
  - 1966 – Miglior attrice protagonista in un musical per Sweet Charity
- Primetime Emmy Award
  - 1988 – Candidatura per la miglior attrice ospite in una serie drammatica per Magnum, P.I.
  - 1993 – Candidatura per la miglior attrice ospite in una serie comica per Dream On
  - 1993 – Candidatura per la miglior attrice ospite in una serie drammatica per Homicide
- Screen Actors Guild Award
  - 1997 – Candidatura per la migliore attrice non protagonista cinematografica per La stanza di Marvin
  - 1997 – Candidatura per il miglior cast cinematografico per La stanza di Marvin
- Theatre World Award
  - 1953 – Miglior esordiente per Can Can
- Tony Award
  - 1954 – Miglior attrice non protagonista in un musical per Can Can
  - 1956 – Miglior attrice protagonista in un musical per Damn Yankees
  - 1958 – Miglior attrice protagonista in un musical per New Girl in Town
  - 1959 – Miglior attrice protagonista in un musical Redhead
  - 1966 – Candidatura per la miglior attrice protagonista in un musical per Sweet Charity
  - 1976 – Candidatura per la miglior attrice protagonista in un musical per Chicago

## Doppiatrici italiane
- Manuela Andrei in Cocoon - L'energia dell'universo, Cocoon - Il ritorno
- Noemi Gifuni in Cotton Club
- Alina Moradei in La stanza di Marvin

## Nella cultura di massa
Gwen Verdon è interpretata da Michelle Williams nella serie televisiva del 2019 intitolata Fosse/Verdon.